# Porta Felice
La Porta Felice est l'une des portes de Palerme, la porte est l'entrée du côté de la mer au Cassaro, l'un des principaux axes de la ville de Palerme,,. 

## Histoire
Elle tire son nom de Donna Felice Orsini, épouse du vice-roi espagnol Marcantonio Colonna, qui, en 1582, décida de donner une entrée monumentale au Cassaro (l'actuelle Via Vittorio Emanuele), prolongée jusqu'à la mer en 1581. Avec la mort du vice-roi, la construction de la porte, composée de deux imposants pylônes, conçue par l'architecte Mariano Smiriglio, a repris sous le mandat du vice-roi Lorenzo Suárez de Figueroa y Córdoba, duc de Feria, et les travaux se sont poursuivis jusqu'en 1637 pendant la vice-royauté de Luigi Guglielmo I Moncada, duc de Montalto.  
Les façades étaient ornées d'inscriptions portant les vers du poète Antonio Veneziano. 
Après les bombardements de la Seconde Guerre mondiale, le pilier droit a été presque entièrement détruit, mais une restauration minutieuse a redonné à la porte son ancienne gloire, bien qu'elle ait perdu certains des éléments décoratifs d'origine. 

## Galerie d'images

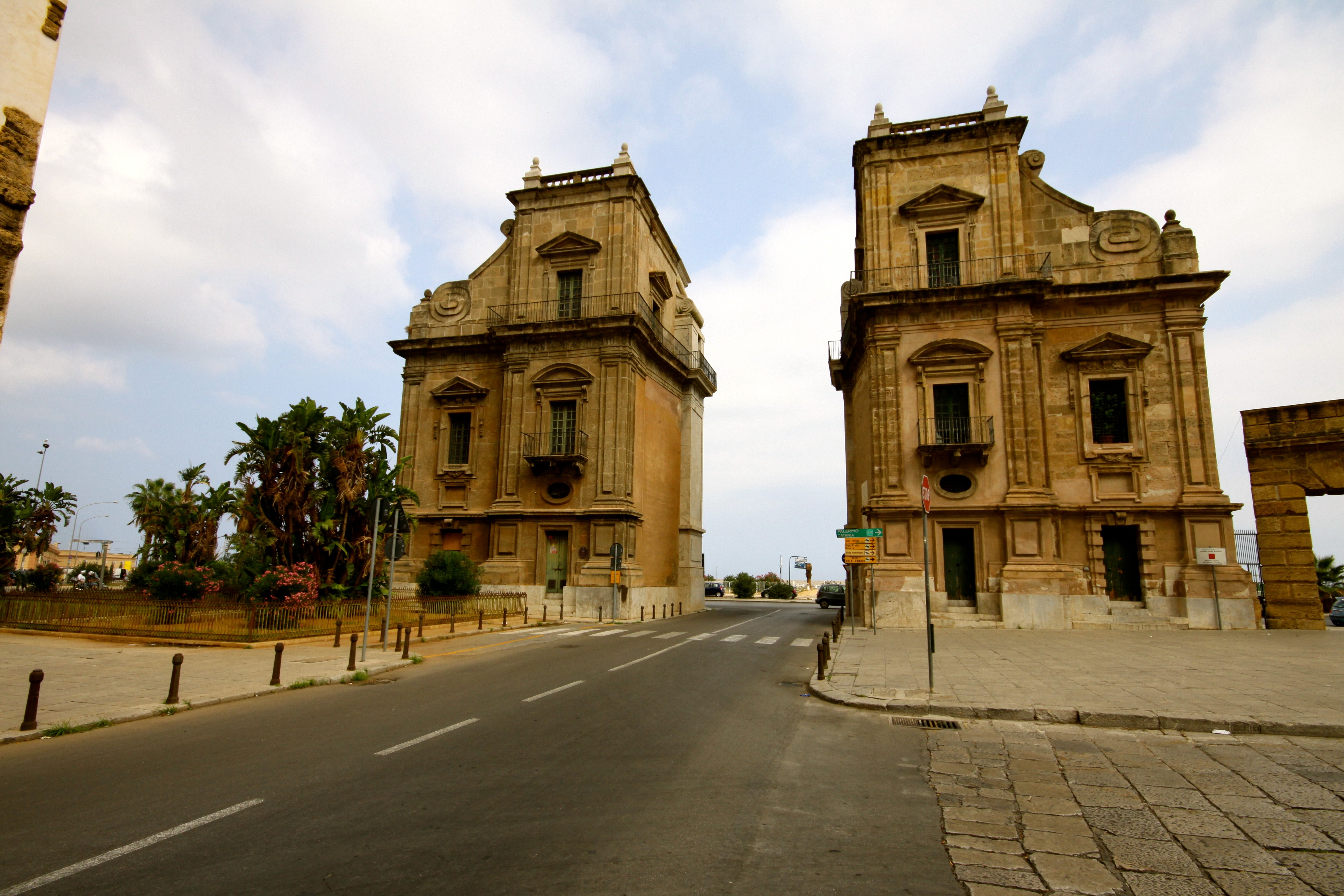
Vue côté Cassaro
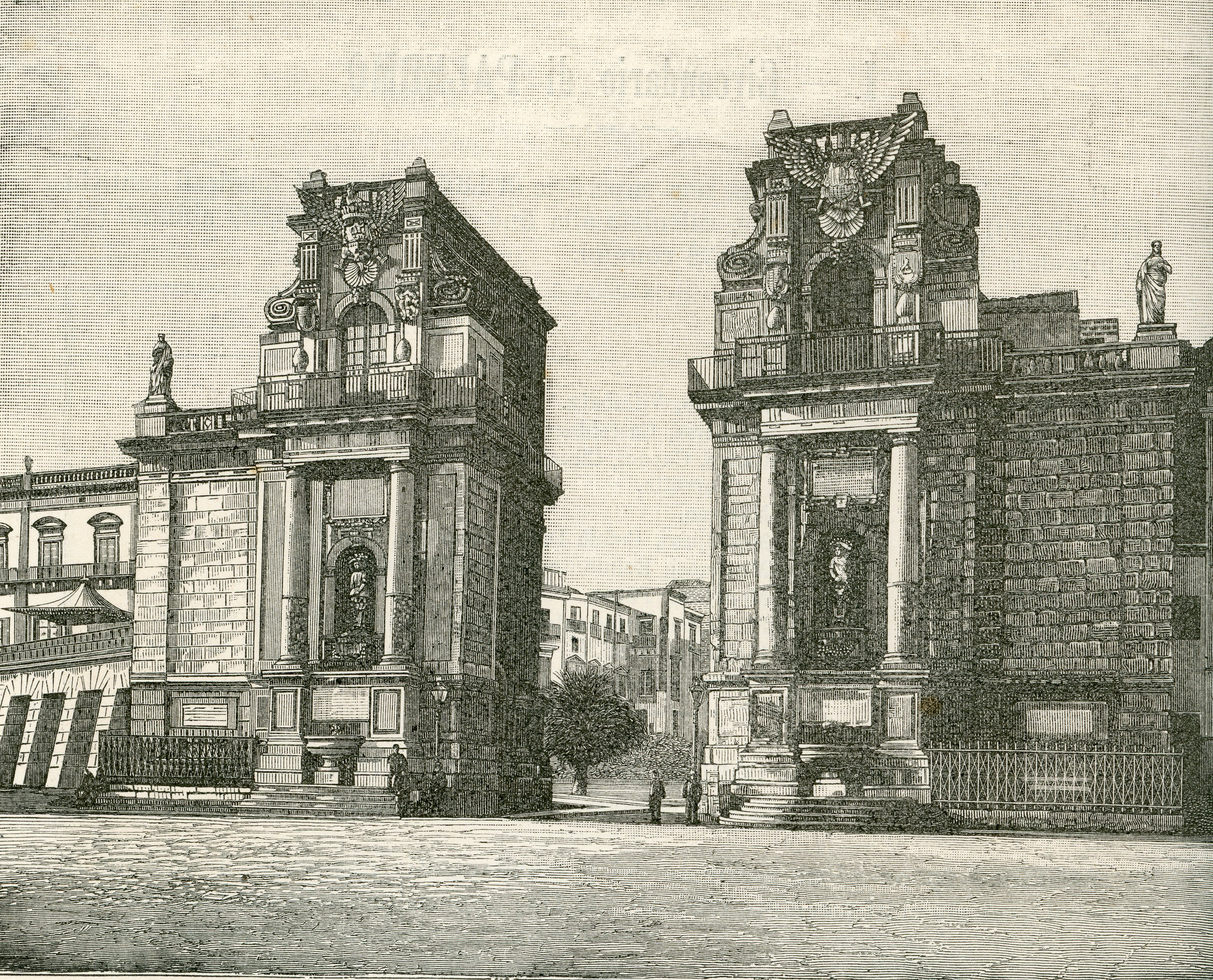
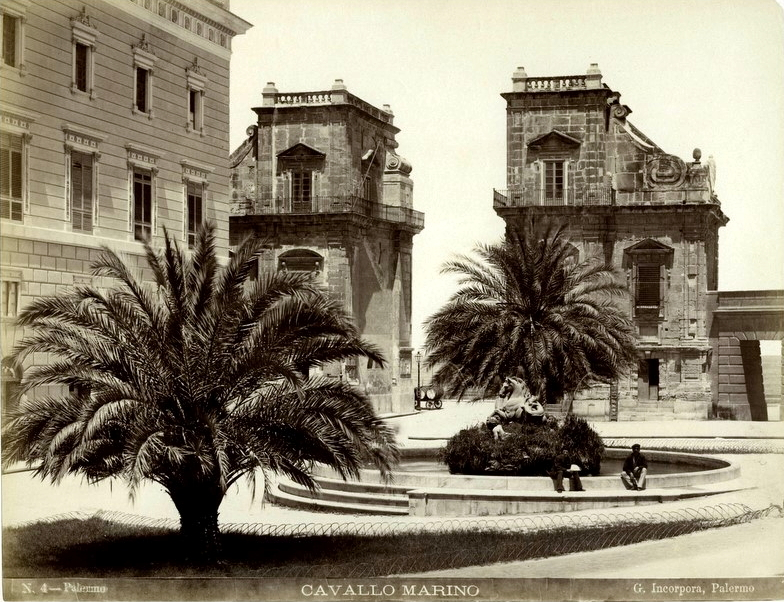
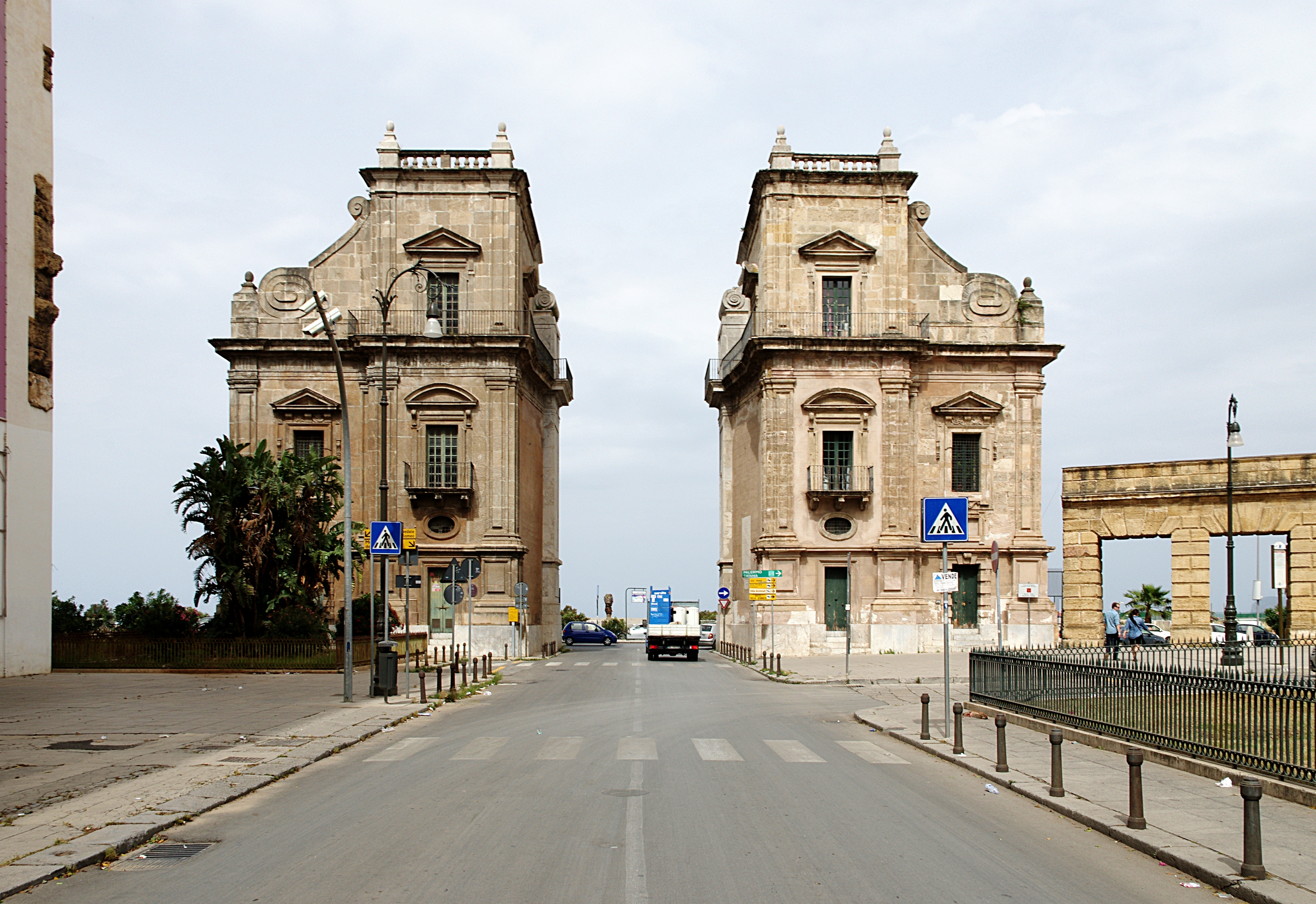
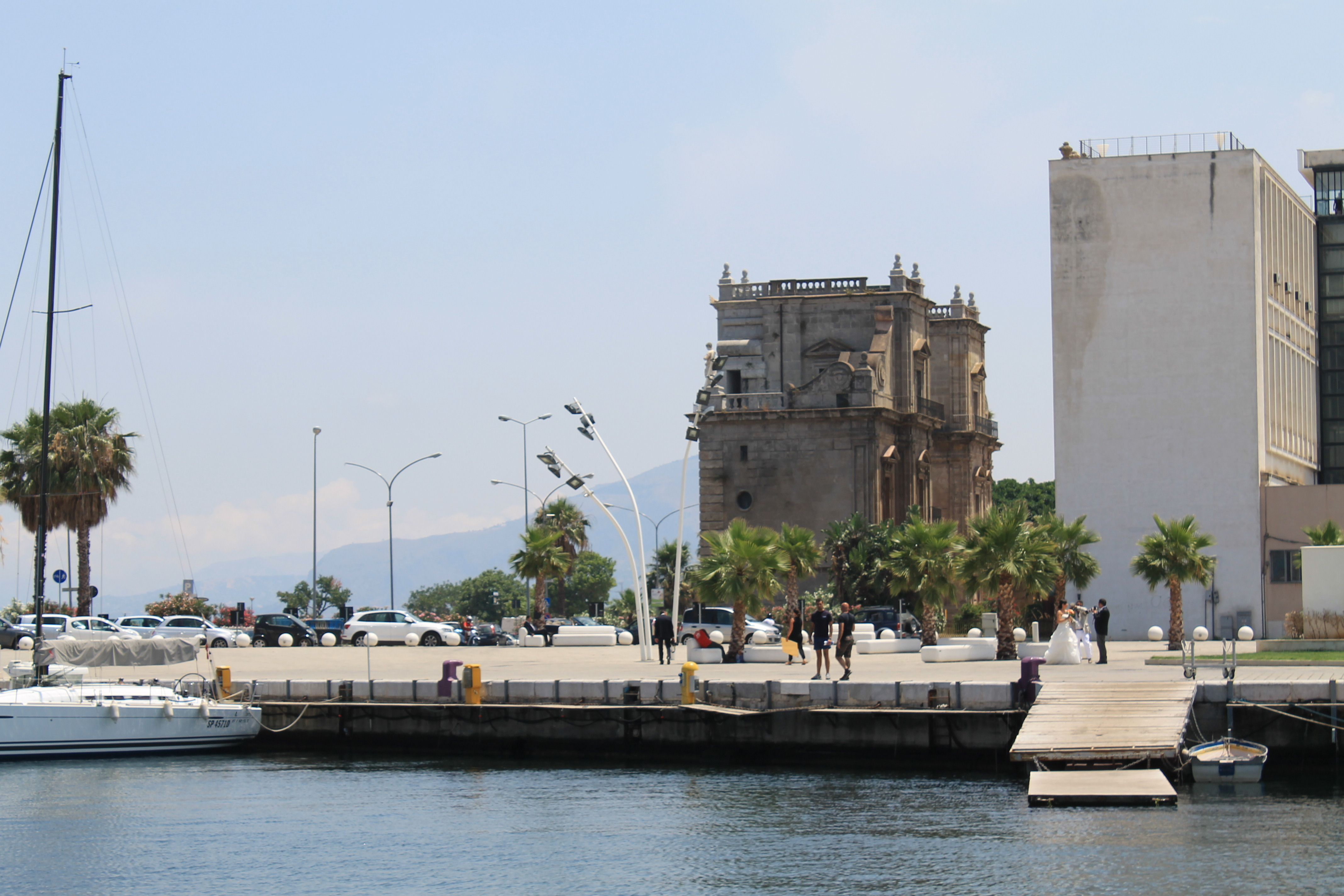
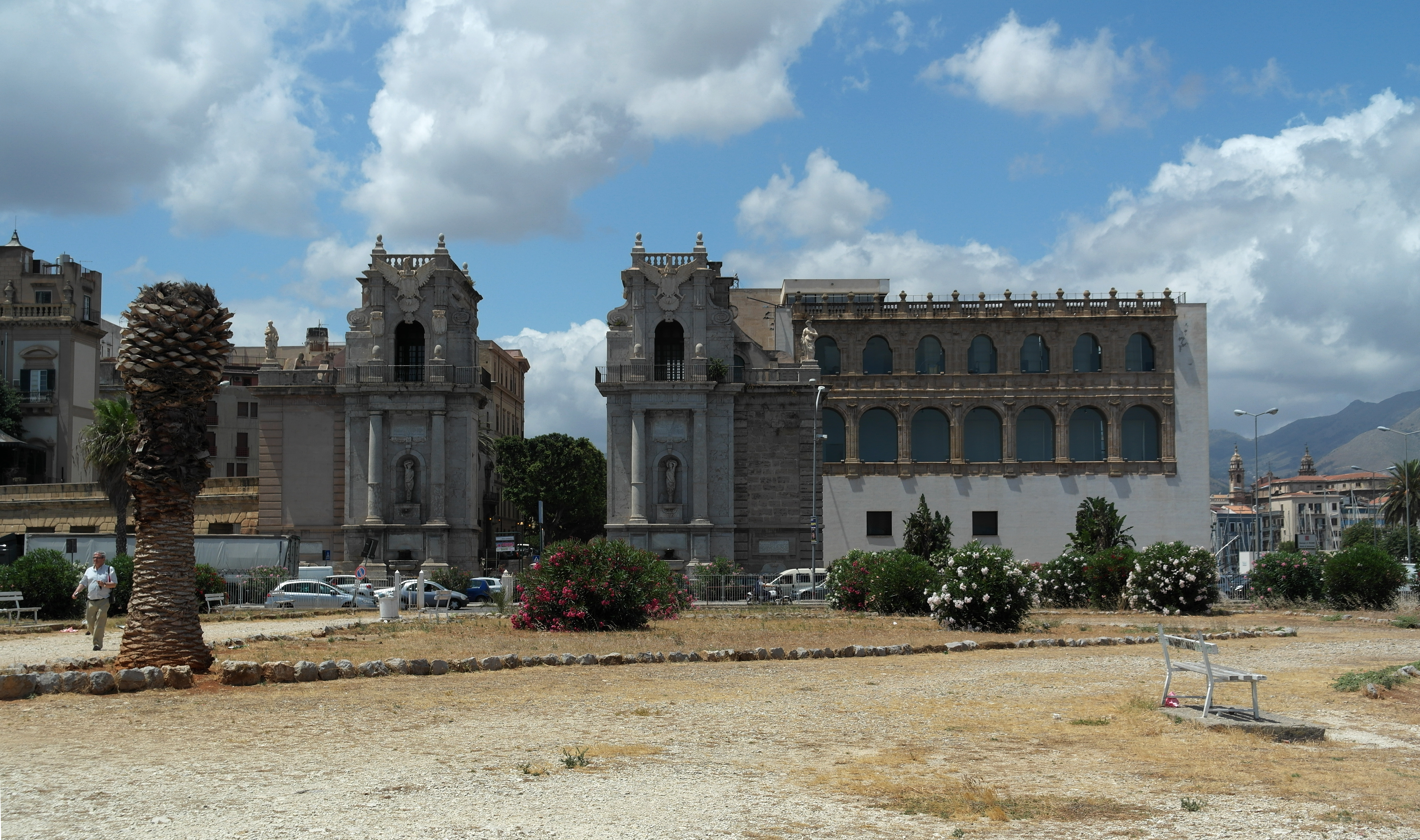
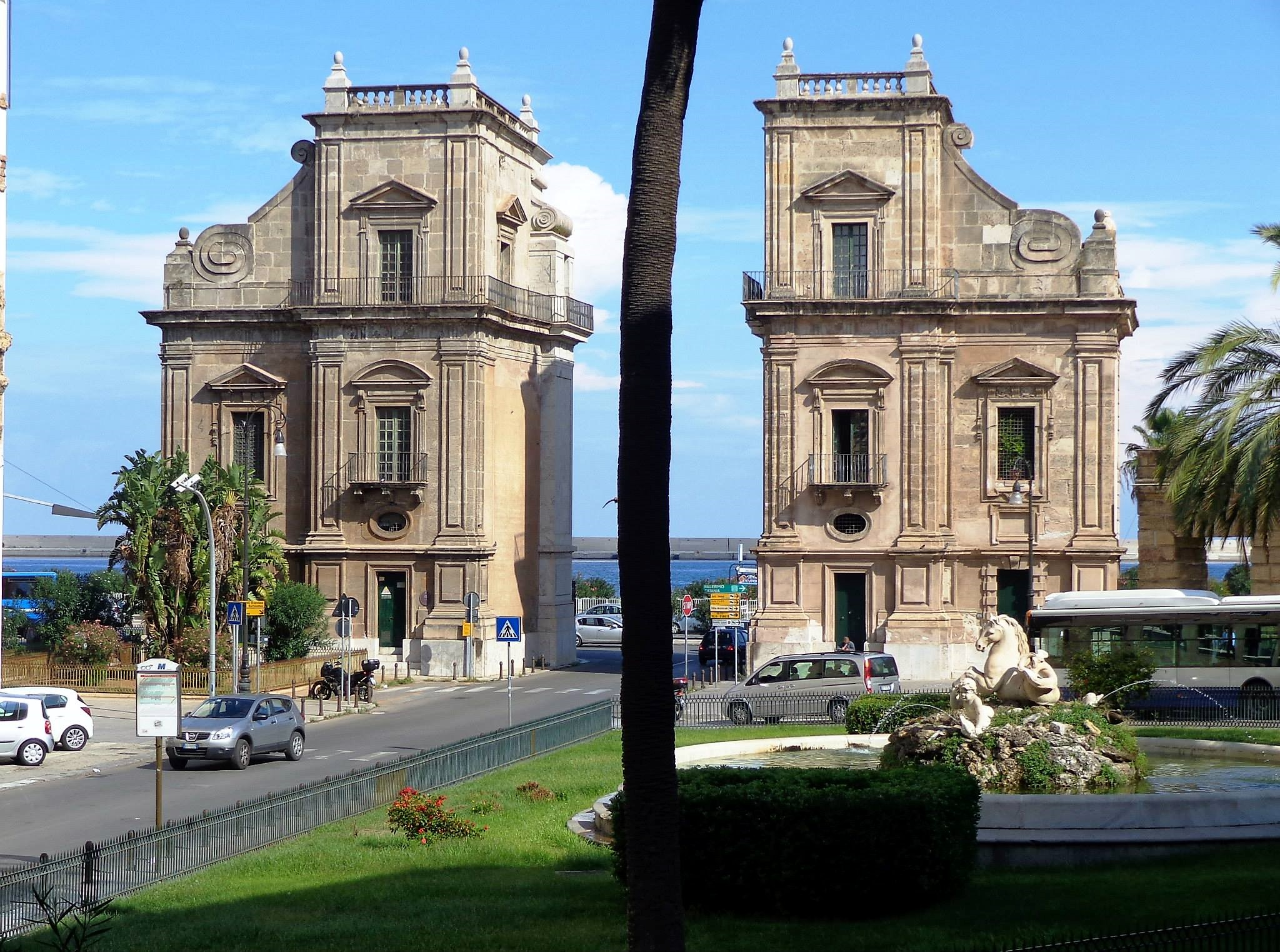
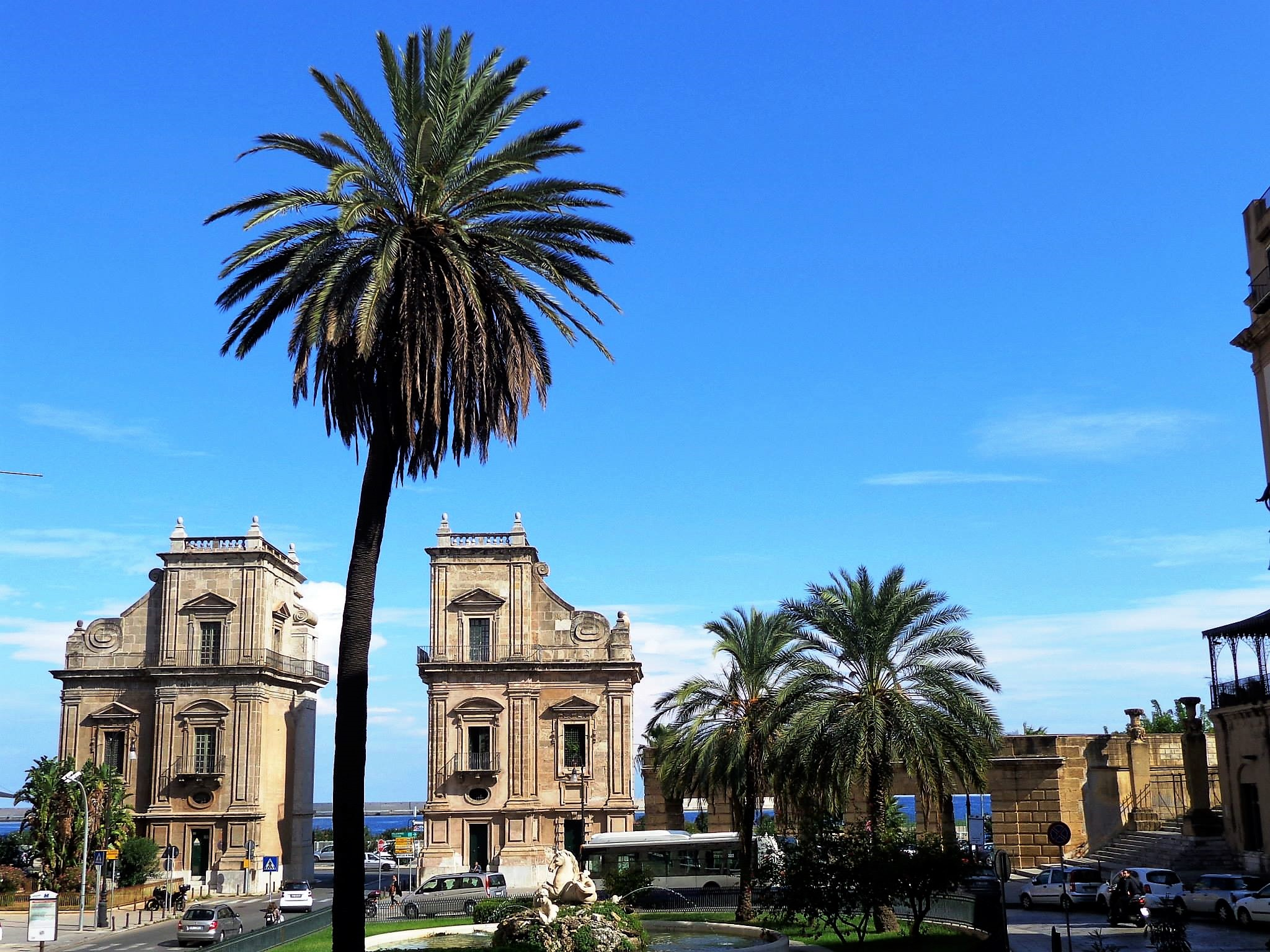